# Bernhard Kammerer
Bernhard Kammerer (Chienes, 21 marzo 1962) è un ex slittinista italiano.

## Biografia
Nato nel 1962 a Chienes, in Alto Adige, a 25 anni ha partecipato ai Giochi olimpici di Calgary 1988, nel doppio insieme a Walter Brunner, arrivando 9º con il tempo totale di 1'33"171 (46"381 nella 1ª manche, 46"790 nella 2ª).
Tre volte sul podio in tappe di Coppa del Mondo (sempre da 3º e sempre nel doppio, nel gennaio 1984 a Hammarstrand con Ellecosta, e nel gennaio e febbraio 1987 con Walter Brunner a Valdaora e Imst), ai Mondiali, in cinque partecipazioni, ha terminato tra i primi dieci per tre volte, 8º a Hammarstrand 1981, 9º a Innsbruck 1987 e 7º a Calgary 1990, sempre nella gara di doppio insieme a Walter Brunner. Agli Europei, in tre partecipazioni, si è piazzato 9º e 6º nel doppio con Walter Brunner, rispettivamente a Hammarstrand 1986 e Igls 1990.
Ha chiuso la carriera nel 1990, a 28 anni.
Dedicatosi in seguito alla politica nel suo paese, dal 2015 è nella giunta comunale di Chienes, presieduta dal sindaco Andreas Falkensteiner, del Südtiroler Volkspartei, partito di appartenenza anche di Kammerer.

## Palmarès

### Coppa del Mondo
- 3 podi (tutti nel doppio):
  - 3 terzi posti.